# روز جهانی جوانان

روز جهانی جوانان یک رویداد سالانه است که در ۱۲ اوت، برگزار می‌شود. این روز توسط یونسکو نامگذاری شده است.

## روز جوان
روز جوان روزی است که در تقویم کشورهای مختلف برای جوانان نام‌گذاری شده‌است. 